# Западная 12-я улица, 299
Западная 12-я улица, 299 (англ. 299 West 12th Street) — жилой многоквартирный дом на Западной 12-й улице у Абингдон-Сквэр-парка в квартале Гринвич-Виллидж, в районе Манхэттен в Нью-Йорке. Здание в стиле ар-деко построено в 1929—1931 годах строительной компанией «Бинг и Бинг» по проекту архитектора Эмери Рота. Дом имеет восемнадцать этажей, включая два этажа пентхауса.
Лицензия на заселение была выдана застройщику 30 июля 1931 года. Первоначально здание имело статус апарт-отеля с общей кухней на первом этаже. В 1986 году дом был преобразован в кондоминиум, состоящий из студий и апартаментов с одной спальней. Всего в доме 183 квартиры.
В составе исторического округа Гринвич-Виллидж 29 апреля 1969 года здание получило статус национального исторического памятника (статус был подтверждён в 2006 и 2010 годах) и 19 июня 1979 года включено в список Национального реестра исторических мест США.

## История
Дом 299 на Западной 12-й улице, вместе с четырьмя другими объектами, был частью одновременной застройки квартала, которой занималась строительная компания «Бинг и Бинг». Проект здания, как и дома 59 на Западной 12-й улице, был выполнен архитектором Эмери Ротом. Проект дома 302 на Западной 12-й улице и дома 45 на Кристофер-стрит строительная компания заказала фирме архитекторов Рассела М. Боэка и Хаймэн Ф. Пэриса, а проект дома 2 на Хорейшио-стрит — архитектору Роберту Тимоти Лайенсу.
До строительства домов 299 и 302 на Западной 12-й улице, на северной стороне Абингдон-Сквер-парка, стоял ряд пятиэтажных блоковых застроек. В статье «Нью-Йорк таймс» о разрушенных домах говорилось следующее: «Построенные из красного кирпича с художественными коваными перилами из кованого железа, дома не только находились в хорошей состоянии, но и являлись местом проживания многих известных жителей девятого округа». По мнению местных исследователей, разрушение пятиэтажной застройки и строительство на их месте 16-этажного высотного здания стало символом изменения демографической ситуации на окраинах Нью-Йорка, что можно рассматривать, как ранний случай джентрификации в городе. С основанием в 1969 году исторического района Гринвич-Виллидж возможность подобного способа застройки в этом квартале была значительно ограничена.
1 апреля 1929 года, один из двух глав строительной компании, Лео Бинг тайно приобрёл 75 небольших участков и старых зданий, в основном, вокруг Абингдон-Сквер-парка, Шеридан-Сквер и Джексон-Сквер-парка. Участки были объединены компанией для строительства нескольких 17-этажных жилых домов. Бинг сказал, что целью «Бинг и Бинг» является преобразование всего квартала в современный аналог жилого района высокого класса. С началом строительства в том же 1929 году, он заявил, что за несколько лет построит здания способные конкурировать с Сентрал-Парк-Уэст и фешенебельной застройкой Ист-сайда. В качестве причины одновременного строительства Бинг назвал желание компании полностью застроить участок в короткие сроки.
Он также упомянул о практической выгоде от подобного метода застройки по причине увеличения спроса на жильё в этом районе, ввиду скорого строительства станции метро линии Восьмой авеню и построенных Вест-сайдской надземной автострады и тоннеля Холланда. Несмотря на начало Великой депрессии, спустя всего несколько месяцев после заявления Лео Бинга, к сентябрю 1931 года его строительная компания сообщила, что пять новых зданий на Кристофер-стрит, Горацио-стрит и Западной 12-й улице построены и пользуются большим спросом у арендаторов среди всех апартаментов «Бинг и Бинг».

## Известные жители
В 2011 году актриса Дженнифер Энистон купила в доме пентхаус и однокомнатную под ним квартиру за 7,9 миллиона долларов США с намерением превратить их в дуплекс. В 2012 году она продала их другому владельцу, уже владевшему квартирой в доме, который превратил их в трипликс, оценённый на рынке недвижимости в 30 миллионов долларов США.